# Oltina, Constanța
Oltina (în trecut Goltina, în bulgară  Голтинa-Goltina) este satul de reședință al comunei cu același nume din județul Constanța, Dobrogea, România. Atestat documentar din 1573. La recensământul din 2002, satul Oltina avea o populație de 2098 locuitori. Pe teritoriul localității s-au descoperit vestigiile așezării antice Castrul Altenum.
Numele Oltina nu are nicio legătură cu limba bulgară. 
Când romanii au ajuns în Dobrogea,bulgarii erau în Asia. Au găsit aici o așezare ALTINA,pe care au fortificat-o și i-au zis ALTINUM. De aici numele localității a devenit OLTINA 